# Berndt Hage
Ernst Paulus "Paul" Gustafsson, känd under pseudonymen Berndt Hage, född 29 september 1887 i Västerfärnebo socken, död 18 oktober 1937 i Falun, var en svensk hemmansägare och hembygdsforskare.
Ernst Paulus Gustafsson var son till hemmansägaren Karl Johan Gustafsson. Han genomgick en kurs vid Fornby folkhögskola och fortsatte därefter på egen hand sina studier, samtidigt som han arbetade på faderns hemman i Stora Skedvi, vilket han senare övertog och brukade fram till sin död. Han blev med tiden en framstående kännare av Dalarnas kultur, och utvecklade i samarbete med folkrörelserna en omfattande föredragsverksamhet. Gustafsson ägnade sig främst åt hembygdsvård och folklivsforskning men föreläste även i sociala ämnen och allmänt kulturella frågor. Han kulturreportage, författade på en provinsiellt betonad prosa, infördes i olika tidningar runt om i hela Sverige. Kända blev även del långfärder till olika delar av Sverige, som företogs av hundratals Skedvibor under Gustafssons ledning. 1938 restes en minnessten av hembygdsföreningen på Gustafssons grav i Stora Skedvi